# Goulven Laurent
Pour les articles homonymes, voir Laurent.
Goulven Laurent, né le 6 août 1925 à Lanarvily et mort le 12 octobre 2008 à Brest, est un historien des sciences français, spécialiste de géologie et de paléontologie,,.